# 納塔拉河
納塔拉河是俄羅斯的河流，屬於勒拿河的支流，由薩哈共和國負責管轄，河道全長187公里，流域面積約5,730平方公里，河水主要來自融雪和雨水。